# Volframov karbid
Volframov karbid (WC) jedan je od najtvrđih tvari i glavnih proizvoda na bazi volframa, a koristi se za izradu brzoreznih alata ili kao nanos na alatima iz tvrdog sinteriranog metala (metalurgija praha), te za alate koji se upotrebljavaju u naftnoj industriji i rudarstvu - za najkritičnije dijelove (vrhove bušilica i rudarskih drobilica). Volframov karbid ima tvrdoću 9,5 na Mohsovoj ljestvici od 10 (za dijamant) i talište pri 2870 °C.

## Kemijska svojstva volframovog karbida
Postoje dva kemijska spoja volframa i ugljika, WC i W2C. Oba spoja se mogu koristiti za tvrde prevlake na alatima kod alatnih strojeva, kao što su svrdla za bušenje i glodala, kojima se vijek trajanja povećava za 3 ili više puta. Volframov karbid WC se može dobiti spajanjem metala volframa i ugljika na temperaturama od 1400 do 2000 °C. Drugi način je kemijska reakcija metala volframa ili plavog WO3, s mješavinom CO/CO2 i H2 na temperaturama od 900 do 1200 °C. Kod postupka kemijskog prevlačenja u parnoj fazi ili CVD (engl. Chemical Vapour Deposition), prevlaka volframovog karbid WC se dobiva zagrijavanjem WO3 s grafitom na 900 °C ili zagrijavanjem WO3 s grafitom u vodiku na 670 °C.

### Površinske prevlake
Tvrde zaštitne prevlake tanki su slojevi materijala koji štite površinu alata ili konstrukcijskih dijelova od trošenja. To je dio tzv. metalurških prevlaka koje općenito karakterizira velika tvrdoća, visoko talište, kemijska otpornost i mali faktor trenja. Za tvorbu tvrdih prevlaka pogodno je više anorganskih (keramičkih) materijala koji se prema vrsti kemijske veze dijele u 3 skupine:
- Al2O3, ZrO2, TiO2 (prevladava ionska veza),
- SiC, AlN, dijamant, B4C (prevladava kovalentna veza),
- TiN, TiC, WC (prevladava metalna veza).

Učinkovitost tvrdih prevlaka može se povećati primjenom višeslojnog prevlačenja. Tvrde (metalurške) prevlake mogu se nanositi po jednom od postupaka koji spadaju u skupinu CVD (kemijsko nanošenje iz parne faze) ili PVD (fizikalno nanošenje iz parne faze). Prvi se postupci obično provode pri znatno višim temperaturama (najčešće od 800 ºC do 1000 ºC), a drugi pri temperaturama 200 ºC do 500 ºC, što je važno za svojstva toplinski otvrdnute podloge (npr. alata, strojnog dijela itd.).

### Prevlačenje u parnoj fazi
U posljednje je vrijeme posebno snažan razvoj i primjena postupaka prevlačenja u parnoj fazi na području izrade konstrukcijskih elemenata i alata u cilju povećanja njihove otpornosti i trajnosti. Osim na području izrade elemenata mikroelektronike i optike, posebno je prisutan razvoj na području tvrdih triboloških slojeva. Prevučeni slojevi na strojnim dijelovima, a posebno na alatima, imaju niži koeficijent trenja i višestruko dulju trajnost nego dijelovi bez prevlačenja.
Postupcima prevlačenja u parnoj fazi nanose se stabilni i tvrdi koji spadaju u podskupine neoksidne keramike (TiC, TiN, TiCN, TiAlN, TiAlCN, B4C, SiC), oksidne keramike (Al2O3, TiO2), metaloorganskih spojeva Me:CH (W97C3), te dijamantu sličnog ugljika ili DLC (engl. Diamond Like Carbon). Postoje postupci kemijskog prevlačenja u parnoj fazi (CVD), fizikalnog prevlačenja u parnoj fazi (PVD), te plazmom potpomognuti postupci kemijskog prevlačenja u parnoj fazi (PA CVD):

#### Postupak kemijskog prevlačenja u parnoj fazi
Postupak kemijskog prevlačenja u parnoj fazi ili CVD (engl. Chemical Vapour Deposition) provodi se pri temperaturama oko 1000 ºC i primjenjuje se najčešće za sinterirane tvrde metale. Budući da je prethodno sinteriranje provedeno na višim temperaturama, pri postupku CVD ne nastaju promjene mikrostrukture i dimenzija. Prevlačenje alatnih čelika po ovom postupku povezano je s tehnološkim poteškoćama, koje su vezane uz potrebu naknadnog kaljenja osnovnog materijala ispod prevlake, pri čemu se dešavaju promjene dimenzija, a nužna je i primjena vakuumskih peći.

#### Postupak fizikalnog prevlačenja u parnoj fazi
Postupak fizikalnog prevlačenja u parnoj fazi ili PVD (engl. Physical Vapo(u)r Deposition) provodi se pri znatno nižim temperaturama (oko 500 ºC), što omogućuje prevlačenje alata koji su izrađeni od brzoreznog alatnog čelika i alatnih čelika za topli rad, koji su prethodno kaljeni i popušteni iznad 500 ºC (poboljšanje), te obrađeni na konačne dimenzije. Alati za obradu metala rezanjem (svrdla, glodala), alati za oblikovanje deformacijom (trnovi, matrice), alati za tlačno lijevanje metala (cilindri, kokile), kao i alati za oblikovanje polimernih proizvoda (napose s abrazivnim punilima), najčešći su primjer primjene postupaka prevlačenja tribološkim slojevima.

#### Postupak kemijskog prevlačenja u parnoj fazi potpomognut plazmom
Postupak kemijskog prevlačenja u parnoj fazi potpomognut plazmom ili PA CVD (engl. Plasma Assisted Chemical Vapour Deposition) uključuje elemente osnovnih procesa svojstvenih za CVD i PVD postupke, što omogućuje sniženje temperature postupka do oko 200 ºC. Time se proširuje primjena i na alatne čelike za hladni rad, koji imaju malu otpornost prema popuštanju, te se popuštaju pri niskim temperaturama.

## Fizikalna svojstva volframovog karbida
Volframov karbid WC se topi na 2 870 °C, izuzetno je tvrd materijal (8,5 – 9,0 na Mohsovoj ljestvici, a tvrdoća po Vickersu je 2242 HV) i ima vrlo mali električni otpor (~ 2 × 10−7 Ohm•m). Postoje dvije faze volframovog karbida WC: alfa-volframov karbid ili α-WC s heksagonalnom kristalnom rešetkom, i beta-volframov karbid ili β-WC s kubičnom kristalnom rešetkom. 

## Primjena

### Tvrdi metal
Volframov karbid WC dobiven metalurgijom praha (sinteriranje) je prvi prikazao 1927. Friedrich Krupp iz Njemačke, pod nazivom Widia (njem. wie Diamant - u prijevodu poput dijamanta). Tvrdi metali se upotrebljavaju za izradu visokokvalitetnih reznih alata, kod kojih se mogu primijeniti velike brzine rezanja i dobije visok kvalitet površine koja se obrađuje. Zbog visokih temperatura koje se pri procesima rezanja razvijaju (> 700°C), zahtjev u svojstvima se prije svega odnosi na veliku tvrdoću, otpornost na trošenje i stabilnost osobina na povišenim temperaturama (puzanje). Rezni alati izrađeni od tvrdih metala imaju bolja svojstva od alata izrađenih od brzoreznih čelika, posebno bolja svojstva rezanja na povišenim temperaturama. Izrađuju se procesom sinteriranja (metalurgija praha), tvrde legure na bazi volframovog karbida (kompozitni materijal) i procesom lijevanja – steliti. Zbog načina dobivanja, ali i velike tvrdoće, tvrde legure ne mogu da se oblikuju plastičnim deformiranjem (npr. kovanje), niti da se toplinski obrađuju.

### Kinetički penetrator
Legure volframa, nikla i željeza (ili kobalta) se koriste za izradu kinetičkog penetratora. Kinetički penetrator (znan kao KE penetrator) je tip municije, koja poput metka ne eksplodira, a za proboj (penetraciju) mete koristi kinetičku energiju. Ovaj naziv može se koristiti za svu municiju koja koja koristi kinetičku energiju kako bi probila neko sredstvo ili metu, ali obično se misli na protuoklopna oružja, kao APFSDS (engl. Armor-Piercing Fin-Stabilized Discarding Sabot) ili LRP (engl. Long-Rod Penetrator), a ne na metke.
Obrnuto od KE penetratora je uporaba kemijske energije kao penetratora. U uporabi su dvije vrste takvih projektila: HEAT (engl. High Explosive Anti-Tank) i HESH (engl. High Explozive Squash Head). U prošlosti su ovakvi projektili masovno korišteni za uništavanje tenkova, ali s pojavom dvoslojnog i višeslojnog (Chobhom) oklopa kakve danas koriste suvremeni tenkovi, njihova učinkovitost u probijanju oklopa je postala znatno manja.

### Kirurški instrumenti od volframovog karbida
Volframov karbid WC se koristi i za izradu kirurških instrumenata (škare, hvataljke, hemostati, hvataljke za krvne žile itd.) umjesto nehrđajućeg čelika. Takvi su instrumenti skuplji i treba pažljivije s njima rukovati, ali daju bolja svojstva. 

### Nakit od volframovog karbida
Nakit od volframovog karbida je sve prisutniji na tržištu zbog svoje izuzetne tvrdoće i otpornosti na grebanje. Dodavanjem nikla i kobalta, volframovom karbidu se povećava žilavost i otpornost na koroziju (otpornost na kiseline i morsku vodu). 